# Hôpital Saint-Joseph de Château-Gontier
Pour les articles homonymes, voir Hôtel-Dieu.
L'hôpital Saint-Joseph de Château-Gontier est un établissement caritatif fondé au XVIIe siècle, d'abord orphelinat puis hôpital, tenu par des religieuses catholiques.

## Histoire
L'hôpital vint compléter au XVIIe siècle les œuvres de bienfaisance. Il fut d'abord un orphelinat. Le revenu de quatre maisons du faubourg Tréhu et du lieu de la Vallerie constitua les premières ressources de l'établissement, approuvé successivement, en 1663, par l'évêque, par les échevins et par le seigneur.
La chapelle fut bénite le 2 janvier 1671. Les demoiselles Françoise et Laurence Doublard, à qui la fondatrice, trop âgée, remit ses droits transférèrent l'orphelinat au faubourg Tréhu le 28 septembre 1676. Elles se transportèrent enfin, au mois de juin 1698, dans la maison et la closerie d'Olivet acquises par la ville. Mlle Marie-Anne Douard de Fleurance eut le titre de première supérieure des filles qui seroient reçues par les administrateurs pour le gouvernement des pauvres.
L'hospice comprit une annexe pour les femmes de mauvaise vie. Le bureau des administrateurs se réunissait les premiers mercredis du mois. Un règlement entre la municipalité et la directrice intervint en 1723. La même année, le 25 août, la chapelle construite, fut bénite par l'évêque.
Les sœurs de Saint-Thomas de Villeneuve furent appelées à l'hospice en 1727, du vivant de Mlle Douard. Le retrait des deniers d'octroi força un peu auparavant les administrateurs à renvoyer un grand nombre de pauvres. Le temporel de la chapelle de la Pelletrie fut affecté, en 1778, à l'hospice, qui logeait 60 enfants, quelques folles et de vieilles femmes ou des filles débauchées.
Pendant la Révolution française, le chapelain, Fidèle-René-François Bouchet, fut déporté en Espagne ; il rentra en 1800, reprit ses fonctions et mourut curé de Nyoiseau, en 1844.
Les religieuses purent continuer leurs fonctions en quittant leur costume. Des dames de charité les remplacèrent en 1806, et cédèrent elles-mêmes la maison, en 1820, aux sœurs d'Évron. Le 8 juin 1833,1a sœur Madeleine Poilièvre, supérieure de l'hôpital de Saint-Julien, et cinq sœurs du même établissement vinrent prendre la direction de l'hôpital général, qui comprend en outre, au début du XXe siècle, une maternité, une crèche et une salle d'asile. La chapelle a été reconstruite en style du XIVe siècle.